# طفره رو
«طفره رو» (به انگلیسی: Shadowboxer) ترانه‌ای نوشته و خوانده شده توسط خواننده-ترانه‌پرداز آلترناتیو آمریکایی فیونا اپل می‌باشد که در ۱ ژوئیهٔ سال ۱۹۹۶ از سوی ورک رکوردز و کلمبیا رکوردز به‌عنوان نخستین تک‌آهنگ از نخستین آلبوم استودیویی وی تحت عنوان کشندی منتشر گردید.